# Wad (Nischni Nowgorod)
Wad (russisch Вад) ist ein Dorf (selo) in der Oblast Nischni Nowgorod in Russland mit 6698 Einwohnern (Stand 14. Oktober 2010).

## Geographie

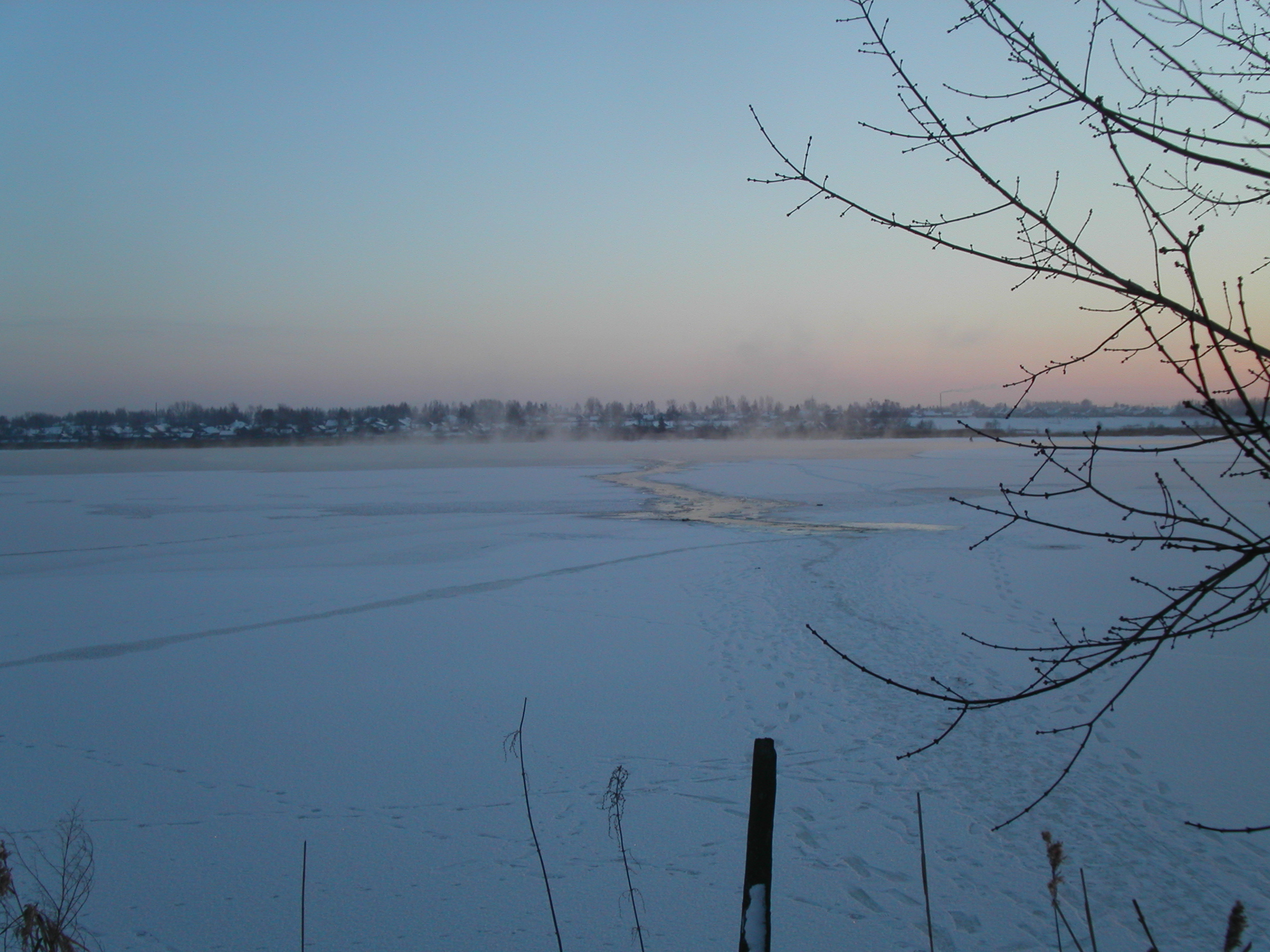
Der teilweise zugefrorene Wad-See mit einem Teil des Ortes

Der Ort liegt etwa 90 km Luftlinie südsüdöstlich des Oblastverwaltungszentrums Nischni Nowgorod und knapp 30 km nordöstlich der Stadt Arsamas. Er befindet sich am Fluss Wadok, der etwa 8 km östlich in die Pjana mündet, sowie seinem rechten Zufluss Watma. Im nordwestlichen Teil des Ortes durchfließt der Wadok den See Wad (auch Wadskoje oder Mordowskoje), einen durch einen Staudamm künstlich auf eine Fläche von 56 Hektar vergrößerten Karstsee, dem durch zwei Karsttrichter am Grund Wasser so stark zuströmt, dass der See im Winter um diese Trichter nie zufriert.
Wad ist Verwaltungszentrum des Rajons Wadski sowie Sitz der Landgemeinde Wadski selsowet, zu der außerdem die Dörfer Boltino und Iwaschkino (faktisch ineinander übergehend knapp 2 und etwa 3,5 km östlich am rechten Ufer des Wadok), Troizkoje Perwoje und Troizkoje Wtoroje (etwa 3 und 5 km östlich links des Wadok) sowie die Siedlung Possjolok sanatorija Bobylski („Siedlung des Sanatoriums Bobylski“; 5 km östlich am rechten Wadok-Ufer) gehören.

## Geschichte
Der Ort entstand 1552 als russische Ansiedlung in einem bis zum Mongoleneinfall im 13. Jahrhundert fast ausschließlich von Mordwinen besiedelten Gebiet. Im Verlauf des 17. Jahrhunderts erlangte er lokale Bedeutung und war in Folge Sitz einer Wolost im Ujesd Arsamas, ab 1727 im Bestand des Gouvernements Nischni Nowgorod (ab 1779 Statthalterschaft, ab 1796 wieder Gouvernement).
Am 10. Juni 1929 wurde Wad Verwaltungssitz eines neu geschaffenen, nach ihm benannten Rajons.

### Bevölkerungsentwicklung
| Jahr | Einwohner |
| ---- | --------- |
| 1897 | 1562      |
| 1939 | 1920      |
| 1959 | 1746      |
| 1970 | 3266      |
| 1979 | 5113      |
| 1989 | 6058      |
| 2002 | 6759      |
| 2010 | 6698      |

Anmerkung: Volkszählungsdaten

## Verkehr
Am Südrand des Ortes liegt die Bahnstation Bobylskaja bei Kilometer 439 der elektrifizierten Hauptstrecke Moskau – Arsamas – Kasan – Jekaterinburg.
Durch Wad verläuft die Regionalstraße 22K-0042, die von der etwa 15 km westlich vorbeiführenden föderalen Fernstraße R158 Nischni Nowgorod – Saratow kommend in östlicher Richtung der Bahnstrecke über die Rajonzentren Perewos und Buturlino folgt und schließlich die 22K-0162 von der M7 nach Sergatsch erreicht. Im südwestlicher Richtung folgt die 22K-0050 der Bahnstrecke nach Arsamas; nach Südosten besteht über die 22N-0924 Anschluss an die 20 km entfernt vorbeiführende 22K-0068 von Perewos nach Schatki.